# Sydenham River (tillflöde till Georgian Bay)
Sydenham River är ett vattendrag i Kanada.   Det ligger i provinsen Ontario, i den sydöstra delen av landet, 400 km väster om huvudstaden Ottawa.
Omgivningarna runt Sydenham River är en mosaik av jordbruksmark och naturlig växtlighet. Runt Sydenham River är det glesbefolkat, med 10 invånare per kvadratkilometer.